# Shopping JK Iguatemi
O Shopping JK Iguatemi é um centro comercial brasileiro inaugurado em 2012, situado na Vila Olímpia, Zona Oeste de São Paulo, na Avenida Presidente Juscelino Kubitschek. O shopping está em frente ao Parque do Povo e muito próximo à Marginal Pinheiros e à Estação Cidade Jardim da Linha 9-Esmeralda. O Iguatemi S/A é proprietário e administrador do shopping.
O shopping é parte do complexo WTorre Plaza.

## História
O Shopping JK Iguatemi foi inaugurado em 22 de junho de 2012, com o intuito de dedicar aos seus consumidores marcas internacionais.

## Lojas e serviços
O centro comercial conta com 211 lojas dentre esses estabelecimentos estão a Centauro, Chanel , Fast Shop, Gucci, Renner e Schutz. O shopping também conta com 8 salas de cinema Cinépolis, sala de teatro e 1.681 vagas de estacionamento.
O shopping conta com 1.681 m2 de ABL.